# Jennifer Cunningham
Jennifer „Jenny“ Kay Cunningham (* 23. August 1953) ist eine australische Badmintonspielerin.

## Karriere
Jennifer Cunningham nahm 1982 an den Commonwealth Games teil, wo sie mit dem australischen Team Bronze gewinnen konnte. Im Doppel konnte sie bei derselben Veranstaltung bis in die zweite Runde vordringen. Im Mixed unterlag sie dagegen erst im Spiel um die Bronzemedaille.